# Monastère de Kardzé
Le monastère de Kardzé (chinois : 甘孜寺 ; pinyin : gānzī sì), également monastère de Ganzi ou Garze, est un monastère (gompa) de l'école gelugpa du bouddhisme tibétain, situé à 2 km de la ville de Karze, préfecture autonome tibétaine de Garzê, province du Sichuan, en République populaire de Chine (ancienne province tibétaine du Kham). Elle fut dans le Royaume de Dergé, le district spécial de Chuanbian, puis la province du Xikang (1939—1955) avant de revenir dans la province du Sichuan.

## Histoire
Le monastère a été construit vers 1642 par les Mongols Qoshots (également Khoshut ou Qosot), qui négligeaient leurs châteaux de Mazur et Kangshar. Il a un temps hébergé 1500 moines, faisant de ce monastère le plus grand de la province de Kham avec celui de Chamdo. L'itinéraire de pèlerinage autour du monastère était long de près de huit kilomètres.
Durant la guerre de 1908-1918, les châteaux furent occupés par les troupes chinoises, et sont maintenant en ruines.
Le monastère a été intensément rénové depuis 1981, et héberge aujourd'hui 700 moines, dont trois tulkus, dont un revenu de Suisse, qui construit dans le monastère une école pour fille.
Dawa Tsering, un moine âgé de 38 ans s'est immolé le 25 octobre 2011 dans l'enceinte du monastère.

## Description

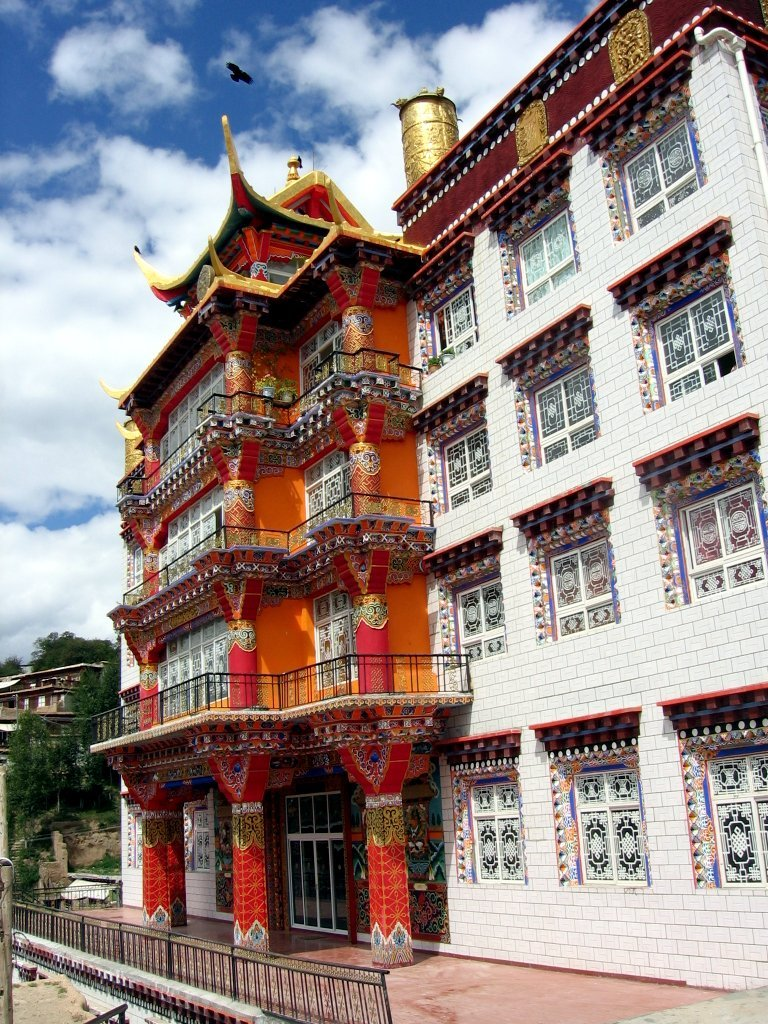
Façade du bâtiment principal.

La principale salle d'assemblée est un bâtiment avec un toit doré qui offre une vue magnifique sur la vallée et les villes alentour. On y entre par une longue volée d'escaliers, et on approche le sanctuaire par de longs corridors formés par des colonnes en bois rouges. À l'intérieur, trois ensembles d'images sont exposées dans des vitrines de verre, représentant les fondateurs des lignées Nyingmapa, Kadampa et Gelugpa. On y trouve également de nombreux tangkas représentant les divinités de la méditation, Guhyasamaja, Cakrasamvara et Yamantaka.
On trouve à l'étage une librairie contenant les Kangyour et de vieilles images de la forme à onze visages de Avalokiteśvara et du grand maître Gelupa Tsongkhapa (1357–1419). On y trouve également la salle Gonkhand dédiée aux divinités gardiennes. On y entre par une magnifique porte noire et or. La salle Maitreya contient une immense image de Jampa (Maitreya), le Bouddha à venir, entourée d'images de Shakyamuni, Tsongkhapa, Dipamkara et Sitatapatra.
Au nord-est du monastère, on trouve un stupa rénové.

## Personnalité
L'écrivain tibétain Gartse Jigme du monastère de Garze, et natif de Garze a été emprisonné le 1er janvier 2013. Les autorités chinoise lui reprocheraient  le sujet de son dernier livre  Tsengpo's Power of heart dont les 25 chapitres, décrivent les auto-immolations par le feu au Tibet.